# Pantalla inflable

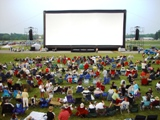
Pantalla inflable en Estados Unidos.

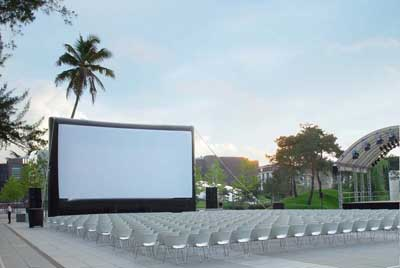
Cine al aire libre con pantalla AIRSCREEN.

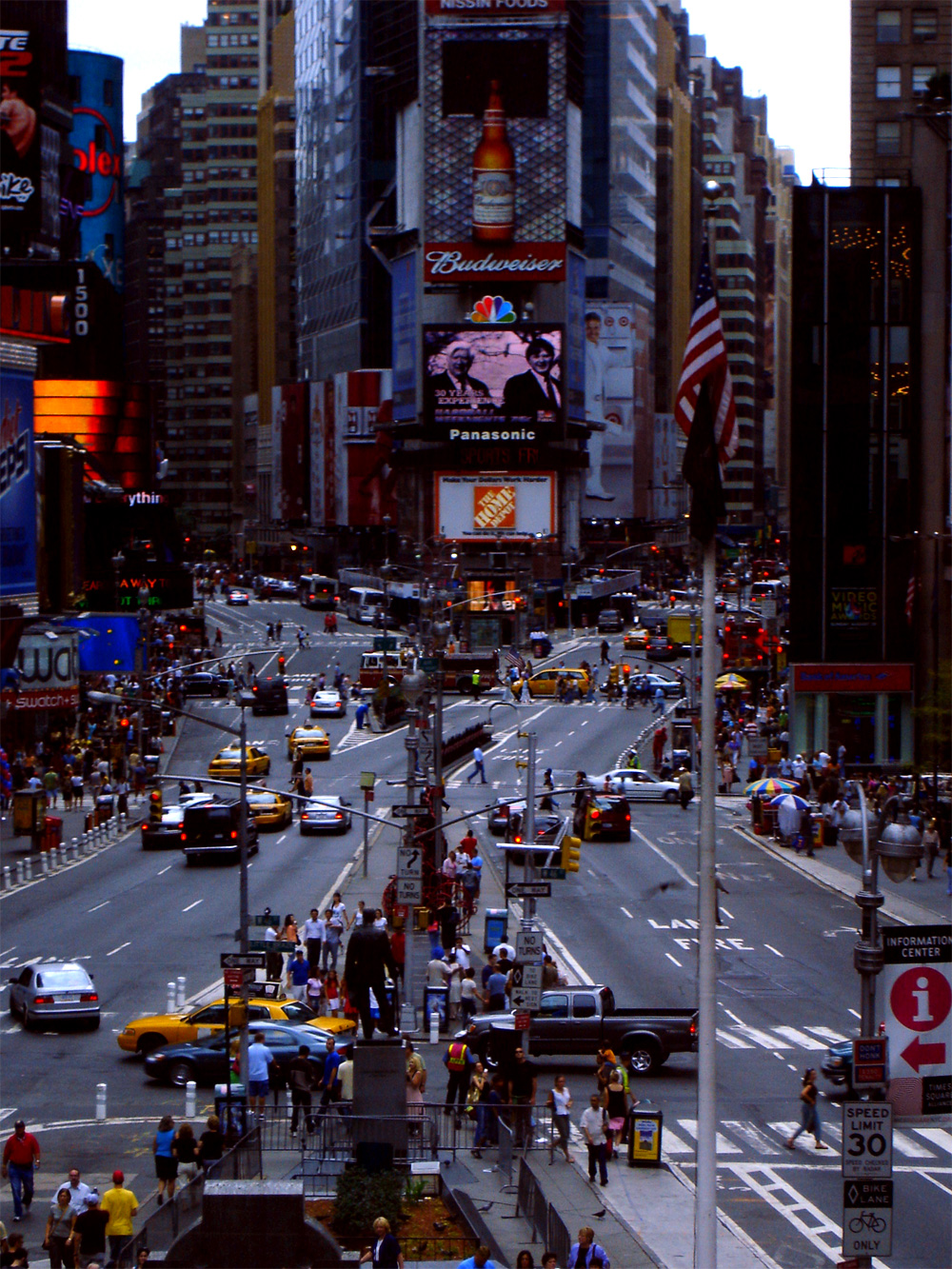
Pantalla gigante (abajo) en la intersección de Times Square.

Una pantalla inflable, también conocida como pantalla hinchable, es una tecnología utilizada para proyectar imágenes de gran formato en eventos al aire libre. Su característica más importante es la de poder montar mega pantallas rápidamente en cualquier lugar sobre todo en eventos masivos y en proyecciones al aire libre. Su uso es ideal para el montaje de cines de verano y espectáculos en plazas de gran valor histórico que normalmente son muy delicadas y no permiten la instalación de pesadas estructuras.
La pantalla inflable se la puede describir en dos partes. La primera parte consiste en un marco inflable hecho por una lona extrafuerte de plástico y la segunda consiste en una pantalla de cine hecha de un material PVC especial que permite su resistencia a las inclemencias del clima.
Las medidas de las pantallas pueden ser de 4m hasta de 40m de ancho y hasta 20m de altura. Por ello son conocidas en eventos masivos pero también son utilizadas para uso personal.
En cuanto a los accesorios, se cuenta normalmente con un ventilador silencioso de alto rendimiento, el cual permite mantener la presión alta de la estructura de forma constante y por lo tanto, su rigidez. La estabilidad del marco se logra a través de 4 puntos de anclaje que lo sostienen. Estos puntos de anclaje varían desde cubos de toneladas de agua en cada esquina hasta estacas tornillo como las utilizadas para anclar y montar las carpas de los circos.
Las especificaciones de montaje han hecho a las pantallas inflables conocidas alrededor del mundo (más de 120 países), por ejemplo en Brasil, Chile, Ecuador, España, México, Perú y Panamá.